# Tom Schacht
 (juin 2021).
Si vous disposez d'ouvrages ou d'articles de référence ou si vous connaissez des sites web de qualité traitant du thème abordé ici, merci de compléter l'article en donnant les références utiles à sa vérifiabilité et en les liant à la section « Notes et références ».
Tom Schacht, né le 13 décembre 1967 à Helsingborg (Suède), est un mannequin, acteur et chanteur suédois, notamment connu pour son rôle de Jimmy dans la série Les Mystères de l'Amour depuis 2011, et auparavant pour le même rôle dans Le Miracle de l'amour, ainsi que dans Les Vacances de l'Amour.

## Carrière
Il commence une carrière de mannequin en Suisse puis devient comédien où il s'est fait connaître pour son rôle de Tom dans les séries télévisées d'AB Productions, en commençant par Les Garçons de la plage (il a appris le français pour la série) puis Les Nouvelles Filles d'à côté. 
Par la suite, en 1995, tout en restant dans le cadre des séries AB Productions, il prend le rôle de Jimmy dans Le Miracle de l'amour, où il apparaît pour la première fois dans l'épisode 118 intitulé L'ami. De 1996 à 2007, il enchaîne dans la série suite Les Vacances de l'amour.
Après la fin de cette série, il retourne en Suède pour reprendre les affaires familiales (café/boulangerie/location de skis).
Il se lance dans la chanson et enregistre une chanson pop en anglais intitulée You Want It, I've Got It, en décembre 2007. Cette chanson est disponible en téléchargement payant sur son site officiel.
Depuis 2011, il tient de nouveau son rôle de Jimmy dans Les Mystères de l'amour, aux côtés de ses partenaires du Miracle de l'amour et des Vacances de l'amour. Sans discontinuer depuis 11 ans, la série diffusée sur TMC, qui connaît un fort succès, est toujours en tournage en 2022. A la fin de l'année 2021, Tom Schacht a joué dans 415 épisodes de cette série.  
En 2020, Tom Schacht joue le rôle d'un ministre, dans la série Enfer Blanc, diffusée sur France 2 .

## Vie privée

### Enfant maltraité
En 2021, à 53 ans, pour la première fois, le comédien révèle son passé d'enfant battu dans le livre Hors Série, écrit par Serge Gisquière. Le livre évoque l'enfance des acteurs principaux de la série Hélène et les Garçons, puis de la trilogie de séries qui s'en est suivie, jusqu'à aujourd'hui . 

## Filmographie

### Télévision
- 1994 : Les Garçons de la plage : Tom - 85 épisodes
- 1995 : Les Nouvelles Filles d'à côté : Tom - 13 épisodes
- 1995-1996 : Le Miracle de l'amour : Jimmy - 42 épisodes
- 1996-2007 : Les Vacances de l'amour : Jimmy - 147 épisodes
- depuis 2011 : Les Mystères de l'amour : Jimmy - 415 épisodes et plus en cours
- 2012 : Une place au soleil : Sebastian Söderström
- 2018 : Advokaten / L'avocat : L'expert judiciaire
- 2018 : Conspiracy of Silence : Sander Wallensten
- 2020 : Enfer Blanc : Le ministre - 8 épisodes